# Берінчик Денис Юрійович
Дени́с Ю́рійович Бері́нчик (нар. 5 травня 1988, Краснодон, Луганська область, УРСР) — український професійний боксер, виступає у першій напівсередній вазі (до 63,5 кг) та легкій вазі (до 61,2 кг). Чемпіон світу за версією WBO у легкій вазі (2024–2025).
Срібний призер Олімпійських ігор (2012), срібний призер чемпіонату світу (2011), бронзовий призер літньої Універсіади (2013), дворазовий чемпіон України (2013, 2014), чемпіон світу за версією WBO (2024) в легкій вазі. Заслужений майстер спорту України з боксу. Денис Берінчик відомий своїми епатажними виходами на бій, в поєдинку проти Крістобаля — Денис з'явився в костюмі «Супермаріо», а перед цим боксер виїжджав до рингу на коні.

## Біографія
Закінчив Національний університет фізичного виховання і спорту України.

## Аматорська кар'єра
Першого серйозного успіху на міжнародному любительському рингу Денис досяг 2010 року — виграв чемпіонат Міжнародної федерації студентського спорту, перемігши в фіналі досвідченого казахського боксера, чемпіона Азії Гані Жайлауова. Після цього чемпіонату Денис перейшов у більш високу вагову категорію.

### Чемпіонат світу 2011
2011 року Денис відправився до Баку для участі в чемпіонаті світу. В першому бою з невеликою перевагою переміг фаворита Роніеля Іглесіаса Сотолонго (19-19). Усіх наступних суперників Беринчик впевнено перемагав з великою перевагою. У півфіналі Денис переміг відомого британця Тома Сталкера. У фіналі спірно програв Евертону Лопесу (23-26). По ходу поєдинку Берінчик декілька раз посилав суперника в нокдаун.

### Олімпійські Ігри
На літніх Олімпійських іграх 2012 в Лондоні виступив у ваговій категорії до 64 кг. Перший бій цього турніру, де Беринчик з невеликою перевагою переміг шведа Ентоні Їгіта, вийшов дуже важким. Потім більш упевнено переміг австралійця Джеффа Горна. У півфіналі переміг боксера з Монголії Уранчимегійн Менх-Ердене. У фіналі Денис зустрівся з кубинцем Роніелєм Іглесіасом Сотолонго. Кубинець був точнішим і з невеликою перевагою зміг взяти всі раунди у Берінчика. Денис програв з рахунком 15:22 — і отримав «срібло».
Денис запам'ятався на Лондонській олімпіаді тим, що всі свої перемоги святкував гопаком.

### Універсіада 2013
На літній Універсіаді, яка проходила з 6 по 17 липня в Казані, Денис представляв Україну в боксі у ваговій категорії до 64 кг. Завоював бронзову нагороду.
В 1/16 українець здолав чеха Зденека Чладека 3:0. У чвертьфіналі поборов казаха Айдара Амірзакова з таким же рахунком, перемога гарантувала Берінчику бронзову нагороду. У півфіналі спортсмен зустрівся з росіянином Раджабом Бутаєвим. У першому раунді судді одностайно віддали перемогу російському боксеру. Після другого раунду лише один із суддів поставив українському боксеру оцінку 10 балів. І в третьому раунді судді знову віддали перевагу Раджабу Бутаєву. У загальному заліку рахунок був на користь росіянина: 1-й суддя: 28:26, 2-й суддя: 29:25, 3-й суддя: 29:25..
Не пройшов відбір у збірну України, яка виборювала путівки на Олімпійські ігри-2016.

## Напівпрофесійна ліга
У жовтні 2012 року Денис Берінчик вступив у напівпрофесійну лігу WSB, міжнародну боксерську асоціацію під егідою AIBA в складі команди «Українські отамани». Всього провів 5 поєдинків, у 3 з яких переміг.

##### Результати поєдинків WSB
| Команда                 | Суперник           | Спосіб   | Дата            | Місце     | Примітки   | Відео |
| ----------------------- | ------------------ | -------- | --------------- | --------- | ---------- | ----- |
| «German Eagles»         | Артур Шмідт        | WP (3:0) | 1 лютого 2013   | Київ      |            |       |
| «Azerbaijan Baku Fires» | Хуршид Тоджибаєв   | WP (3:0) | 22 березня 2013 | Київ      | 1/4 фіналу |       |
| «D&G Italia Thunder»    | Бранимир Станкович | WP (0:3) | 13 квітня 2013  | Мілан     | 1/2 фіналу |       |
| «German Eagles»         | Артем Арутюнян     | WP (3:0) | 8 березня 2014  | Франкфурт |            |       |
| «Russian boxing team»   | Раджаб Бутаєв      | WP (0:3) | 31 березня 2014 | Москва    | 1/4 фіналу |       |

## Професійна кар'єра
4 червня 2015 року промоутерська компанія братів Кличків K2 Promotions підписала контракт з Берінчиком.

#### Берінчик vs. Мадні

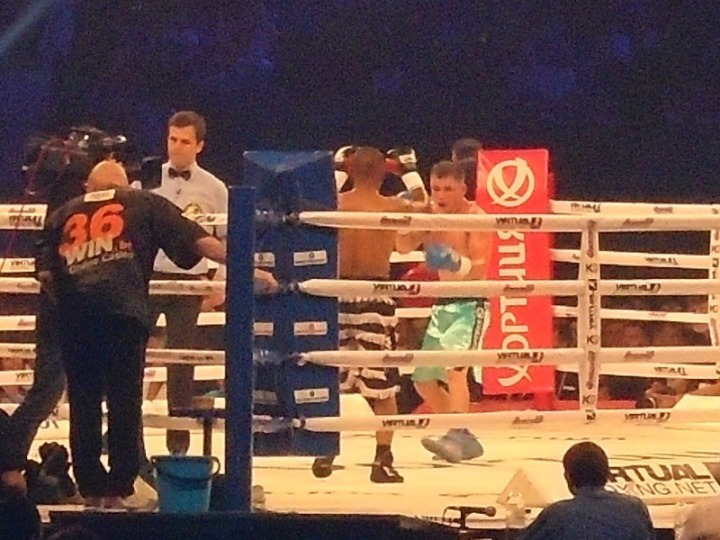
Дебютний бій з Таріком Мадні

Дебют Дениса у професійному ринзі відбувся 29 серпня 2015 року в київському палаці спорту, у андеркарті бою Олександра Усика з Джонні Мюллером Денис переміг бельгійця Таріка Мадні (19-8-1, 1 KOs) технічним нокаутом. Тарік відмовився виходити на наступний раунд через зламаний ніс.
В першому раунді українець захопив ініціативу, а вже у другій трихвилинці увійшов у смак і навіть почав грати на публіку. До пори до часу Мадні досить стійко витримував удари суперника, проте в третьому раунді вже почав здавати — після хорошої «двійки» Берінчика бельгієць насилу встояв на ногах. Закінчилося все після четвертої трихвилинки, в якій український боксер показав весь свій настрій на перемогу. Українець викидав удари один за іншим, а Мадні все більше виглядав розгубленим. В підсумку до кінця раунду бельгієць вистояв, але в перерві лікарі констатували, що у нього зламаний ніс, після чого сигналізували рефері, що продовження бою неможливо.
На свій перший бій Денис Берінчик вийшов під пісню «Вставай» українського реп-виконавця ЯрмаКа.

#### Берінчик vs. Аньянву
14 листопада 2015 року в місті Бровари, Льодовому палаці торговельно-розважального центру «Термінал», Денис переміг нідерландського джорнімена Інносента Аньянву (22-12-3, 13 KOs). Бій завершився перемогою українця технічним нокаутом у шостому раунді шестираундового поєдинку.

#### Берінчик vs. Міжеї мол.
12 грудня 2015 року в київському палаці спорту, у андеркарті бою Олександра Усика з Педро Родрігесом Денис переміг угорця Дьєрдя Міжеї молодшого (22-16-0, 13 KOs). До рингу Берінчик вийшов в костюмі гладіатора. Поєдинок пройшов всю дистанцію, але протягом бою угорець встиг побувати у нокдауні п'ять разів. Одноголосним рішенням суддів перемога дісталась українцю з рахунком: 60-50.

#### Берінчик vs. Емільяно Гарсія
У 2016 році Денис Берінчик перейшов у легку вагову категорію (до 61,2 кг). 23 квітня боксер провів свій четвертий бій вже у новій категорії. Шестираундовий поєдинок мав відбутися у андеркарті бою Усик — Сіммонс, але через травму Олександра Усика бій було скасовано, тому поєдинок Берінчика став центральною подією вечора. Весь бій проходив під диктовку Берінчика. В перших двох раундах Гарсія ще намагався контратакувати, але в третій трихвилинці перевага українця стала дуже великою. Наприкінці четвертого раунду рефері був змушений зупинити бій, який перетворився на побиття аргентинця.

#### Берінчик vs. Окура
12 листопада 2016 року в Льодовому палаці торговельно-розважального центру «Термінал», місто Бровари Денис переміг іспанця Хуана Окуру (11-7-1, 4 KOs). Бій пройшов всю дистанцію (8 раундів) і завершився перемогою українця за очками.

#### Берінчик vs. Парра
2017 рік для Дениса почався з дебюту на професіональному ринзі за кордоном, в Sporthall Budakalász, міста Будакалаз, Угорщина. Так, 10 червня 2017 року Берінчик зустрівся з досвідченим ексчемпіоном світу за версією WBA (Світової Боксерської Асоціації) у найлегшій ваговій категорії, венесуельцем Лоренцо Паррою (32-10-2, 19 KOs). Бій пройшов всю відведену дистанцію (вісім раундів) і завершився перемогою українця за очками.

#### Берінчик vs. Ісмаель Гарсія
16 вересня 2017 року у столичному AKKO International, в андеркарті бою Віктора Постола з Джамшідбеком Наджміддіновим відбувся бій Дениса з іспанцем мексиканського походження Ісмаелем Гарсією (8-1-0, 3 KOs). Бій завершився у шостому раунді восьмираундового поєдинку технічним нокаутом у виконанні українця.

### Чемпіон WBO Oriental (Схід)

#### Берінчик vs. Валлеспін
16 грудня 2017 року в Льодовому палаці в Броварах Денис виборов перший у професійній кар'єрі титул. Суперником Берінчика став філіппінський боксер Аллан Валлеспін (11-1-0, 8 KOs). Бій завершився у шостому раунді десятираундового поєдинку нокаутом у виконанні українця.

#### Берінчик vs. Прієто
23 червня 2018 року в київському палаці спорту, Денис захистив титул чемпіона WBO Oriental від посягань колумбійця Хосе Луїса Прієто (26-4-0, 17 KOs). Бій завершився після п'ятого раунду десятираундового поєдинку відмовою колумбійця продовжувати бій.

### Чемпіон WBO International
22 грудня 2018 року в Броварському льодовому палаці ТРЦ «Термінал», відбувся бій Берінчика проти філіппінця Росекі Крістобаля (15-2-0, 11 KO) за вакантний титул WBO International, який завершився на 20-й секунді сьомого раунду технічним нокаутом у виконанні українця.
Денис, вірний своїй манері неординарно виходити до рингу, знову здивував, вийшовши в костюмі «Супер Маріо» та під музику з цієї ж гри.
20 квітня 2019 року в київському палаці спорту, Денис захистив титул чемпіона WBO International від посягань японця Ніхіто Аракави (32-6-2). Це перший бій Берінчика, в якому він пройшов усі 12 раундів.
5 жовтня 2019 року успішно захистив свій титул у бою з мексиканцем Патриціо Лопесем Морено.
22 лютого 2020 року Берінчик втретє захистив титул WBO International, перемігши аргентинця Ектора Едгардо Сарміенто.
18 грудня 2021 року Берінчик переміг росіянина Ісу Чанієва (15-4, 7 КО), зберігши другорядний чемпіонський пояс WBO International.

### Берінчик проти Наваррете
18 травня 2024 року вийшов на бій за вакантний титул чемпіона WBO в легкій вазі проти чемпіона в трьох категоріях Емануеля Наваррете з Мексики, який був великим фаворитом в цьому протистоянні. Берінчик добре рухався, провалював суперника та завдавав влучних ударів у відповідь і здобув перемогу розділеним рішенням, а разом з нею титул чемпіона. Денис став чотирнадцятим українським чемпіоном світу з професійного боксу.

### Таблиця боїв
| 19 Перемог (9 нокаутом, 10 за рішенням суддів), 0 Поразок (0 нокаутом, 0 за рішення суддів) |        |                         |         |                |        |              |                   |                                                     | |
| Бій                                                                                         | Рекорд | Суперник                | П-П-Н   | Останні 6 боїв | Спосіб | Раунд, час   | Дата              | Місце проведення                                    | Примітки |
| 20                                                                                          | 19-1   | Кейшон Девіс            | 12-0    |                | KO     | 4 (12), 1:45 | 14 лютого 2025    | Madison Square Garden Theater, Нью-Йорк             | Втратив титул чемпіона світу за версією WBO (1-й захист) в легкій вазі.                                                                                              |
| 19                                                                                          | 19-0   | Емануель Наваррете      | 38-1-1  |                | SD     | 12 (12)      | 18 травня 2024    | Pechanga Arena, Сан-Дієго, Каліфорнія               | Виграв вакантний титул чемпіона світу за версією WBO в легкій вазі.                                                                                                  |
| 18                                                                                          | 18-0   | Ентоні Їгіт             | 27-3-1  |                | UD     | 12 (12)      | 26 серпня 2023    | Міський стадіон, Вроцлав                            | Захистив титул чемпіона світу за версією WBO International (8-й захист) в легкій вазі.                                                                               |
| 17                                                                                          | 17-0   | Іван Менді              | 47-6-1  |                | UD     | 12 (12)      | 3 грудня 2022     | «Тоттенгем Готспур», Лондон                         | Захистив титул чемпіона світу за версією WBO International (7-й захист) в легкій вазі. Виграв титул чемпіона Європи за версією EBU (1-й захист Менді) в легкій вазі. |
| 16                                                                                          | 16-0   | Іса Чанієв              | 15-3    |                | UD     | 12 (12)      | 18 грудня 2021    | Льодовий палац «Термінал», Бровари                  | Захистив титул чемпіона світу і за версією WBO International (6-й захист) в легкій вазі.                                                                             |
| 15                                                                                          | 15-0   | Хосе Санчес             | 18-1    |                | TKO    | 3 (12), 0:35 | 21 березня 2021   | Льодовий палац «Термінал», Бровари                  | Захистив титул чемпіона світу за версією WBO International (5-й захист) в легкій вазі.                                                                               |
| 14                                                                                          | 14-0   | Віорел Сіміон           | 22-3    |                | RTD    | 7 (10), 3:00 | 8 жовтня 2020     | Клуб «Equides», Лісники (Києво-Святошинський район) | Захистив титул чемпіона світу за версією WBO International (4-й захист) в легкій вазі.                                                                               |
| 13                                                                                          | 13-0   | Ектор Едгардо Сармієнто | 21-1    |                | UD     | 12 (12)      | 22 лютого 2020    | Льодовий палац «Термінал», Бровари                  | Захистив титул чемпіона світу за версією WBO International (3-й захист) в легкій вазі.                                                                               |
| 12                                                                                          | 12-0   | Патрісіо Лопес Морено   | 26-3    |                | UD     | 12 (12)      | 5 жовтня 2019     | Льодовий палац «Термінал», Бровари                  | Захистив титул чемпіона світу за версією WBO International (2-й захист) в легкій вазі.                                                                               |
| 11                                                                                          | 11-0   | Ніхіто Аракава          | 32-6-2  |                | UD     | 12 (12)      | 20 квітня 2019    | Палац спорту, Київ                                  | Захистив титул чемпіона світу за версією WBO International (1-й захист) в легкій вазі.                                                                               |
| 10                                                                                          | 10-0   | Росекі Крістобаль       | 15-2    |                | TKO    | 7 (12), 2:40 | 22 грудня 2018    | Льодовий палац «Термінал», Бровари                  | Виграв вакантний титул чемпіона світу за версією WBO International в легкій вазі.                                                                                    |
| 9                                                                                           | 9-0    | Хосе Луїс Прієто        | 26-4    |                | RTD    | 5 (10), 3:00 | 23 червня 2018    | Палац спорту, Київ                                  | Захистив титул чемпіона світу за версією WBO Oriental (Схід) (1-й захист) в легкій вазі.                                                                             |
| 8                                                                                           | 8-0    | Аллан Валлеспін         | 11-1    |                | KO     | 6 (10), 1:52 | 16 грудня 2017    | Льодовий палац «Термінал», Бровари                  | Виграв вакантний титул чемпіона світу за версією WBO Oriental (Схід) в легкій вазі.                                                                                  |
| 7                                                                                           | 7-0    | Ісмаель Гарсія          | 8-1     |                | TKO    | 6 (8), 2:27  | 16 вересня 2017   | AKKO International, Київ                            | |
| 6                                                                                           | 6-0    | Лоренцо Парра           | 32-10-2 |                | UD     | 8 (8)        | 10 червня 2017    | Sporthall Budakalász, Будакалас, Угорщина           | |
| 5                                                                                           | 5-0    | Хуан Окура              | 11-7-1  |                | UD     | 8 (8)        | 12 листопада 2016 | Льодовий палац «Термінал», Бровари                  | |
| 4                                                                                           | 4-0    | Емільяно Мартін Гарсія  | 12-0    |                | TKO    | 4 (6), 2:56  | 23 квітня 2016    | Палац спорту, Київ                                  | |
| 3                                                                                           | 3-0    | Дьєрдь Міжеї            | 22-16   |                | UD     | 6 (6)        | 12 грудня 2015    | Палац спорту, Київ                                  | |
| 2                                                                                           | 2-0    | Інносент Аньянву        | 22-12-3 |                | TKO    | 6 (6), 1:36  | 14 листопада 2015 | Льодовий палац «Термінал», Бровари                  | |
| 1                                                                                           | 1-0    | Тарік Мадні             | 19-8-1  |                | RTD    | 4 (6), 3:00  | 29 серпня 2015    | Палац спорту, Київ                                  | Професійний дебют. |

## Телебачення
- 2018 — Танці з зірками

## Спортивні досягнення

### Професійні
- 2017—2018  Чемпіон за версією WBO Oriental в легкій вазі (до 61,2 кг)
- 2018—2024  Чемпіон за версією WBO International в легкій вазі (до 61,2 кг)
- 2022—2023  Чемпіон Європи за версією EBU в легкій вазі (до 61,2 кг)
- 2024  Чемпіон світу за версією WBO в легкій вазі (до 61,2 кг)

### Напівпрофесійні
- 2013 —  Срібний кубок команди Українські отамани сезону WSB 2012—2013 року

### Міжнародні аматорські
- 2012 —  Срібний призер XXX Олімпійських Ігор у першій напівсередній вазі (до 64 кг)
- 2011 —  Срібний призер чемпіонату світу у першій напівсередній вазі (до 64 кг)
- 2013 —  Бронзовий призер XXVII літньої Універсіади у першій напівсередній вазі (до 64 кг)

### Регіональні аматорські
- 2014 —  Чемпіон України у першій напівсередній вазі (до 64 кг)
- 2013 —  Чемпіон України у першій напівсередній вазі (до 64 кг)

## Державні нагороди
- Орден «За заслуги» III ст. (15 серпня 2012) — за досягнення високих спортивних результатів на XXX літніх Олімпійських іграх у Лондоні, виявлені самовідданість та волю до перемоги, піднесення міжнародного авторитету України[19]
- Орден Данила Галицького (12 жовтня 2011) — за вагомий особистий внесок у розвиток вітчизняного спорту, досягнення високих результатів, зміцнення міжнародного авторитету України[20]
- Медаль «За працю і звитягу» (25 липня 2013) — за досягнення високих спортивних результатів на XXVII Всесвітній літній Універсіаді в Казані, виявлені самовідданість та волю до перемоги, піднесення міжнародного авторитету України[21]

## Сім'я
Одружений. Дружина Златослава. Має двох доньок - Аріна і Мадіна. Мав сина Тимура, який прожив усього два тижні.